# Fornicia commoni
Fornicia commoni är en stekelart som beskrevs av Austin och Paul C. Dangerfield 1992. Fornicia commoni ingår i släktet Fornicia och familjen bracksteklar. Inga underarter finns listade i Catalogue of Life.